# Actress
Даррен Дж. Каннінгем (англ. Darren J. Cunningham); 23 серпня 1979), відомий під сценічним іменем Actress, — британський музикант, що працює в жанрі електронної музики. Його дискографія включає альбоми: Hazyville (2008), Splazsh (2010), R.I.P. (2012), Ghettoville (2014), AZD (2017), LAGEOS (спільно з Лондонським сучасним оркестром; 2018), 88 (2020), Karma & Desire (2020), які були випущені на лейблах Ninja Tune, Honest Jon's Records і Werkdiscs — останній він заснував у 2004 році. А також LXXXVIII (2023) — під лейблом Ninja Tune, і Statik (2024), виданий через Smalltown Supersound. Альбом Splazsh отримав звання «Альбом року» за версією журналу The Wire.